# Michael Judge
Michael Judge, irski igralec snookerja, * 12. januar 1975.
Judge za razliko od uspešnejših rojakov Kena Dohertyja in Fergala O'Briena še ni osvojil nobenega jakostnega turnirja v svoji karieri. Najbližje temu je bil na turnirju Grand Prix 2004, na katerem se je prebil v polfinale, kjer je moral priznati premoč Ianu McCullochu, ki je bil boljši z izidom 6-1. Na zaključni turnir Svetovnega prvenstva se je doslej kvalificiral trikrat, najuspešnejši je bil leta 2001, ko je v drugem krogu izpadel proti rojaku Kenu Dohertyju s 7-13. Judge je doslej kar sedemkrat izpadel v zadnjem krogu kvalifikacij za Svetovno prvenstvo.
V sezoni 2006/07 je doživel dvig forme in na svetovni jakostni lestvici napredoval za 10 mest, na 34. mesto. Najvišje na lestvici je bil sicer v sezoni 2002/03, tedaj je držal 24. mesto. Po sezoni 2002/03 je nato zabeležil pet zaporednih padcev po lestvici navzdol in šele dobre predstave v sezoni 2006/07 so mu preobrnile ta negativni trend. V sezoni 2007/08 je nato nadgradil predstave iz sezone poprej in si s tremi nastopi v osmini finala jakostnih turnirjev omogočil ponoven vstop v dvaintrideseterico svetovne jakostne lestvice. Vendar nato so se v sezoni 2008/09 nadaljevale njegove blede igre, zaradi katerih je znova izpadel iz dvaintrideseterice. V celotni sezoni se namreč na nobenem jakostnem turnirju ni uspel uvrstiti v osmino finala.